# Grintovec pri Osilnici
Grintovec pri Osilnici – wieś w Słowenii, w gminie Osilnica. W 2018 roku liczyła 16 mieszkańców.